# قضية ذهنية
الذهنية عند المنطقيين قضية يكون الحكم فيها على الأفراد الذهنية. وهي أقسام:
منها ما يكون أفرادها موجودة في الذهن متصفة بمحمولاتها في الذهن اتصافا مطابقا للواقع،
ومنها ما يكون محمولاتها منافية للوجود،
ومنها ما يكون محمولاتها متقدمة على الوجود أو نفس الوجود.

## المطابقة للوجود
من الذهنيات ما يكون أفرادها موجودة في الذهن متصفا بمحمولاتها في الذهن اتصافا مطابقا للواقع، كجميع المسائل المنطقية، فإن محمولاتها عوارض تعرض للمعقولات الأولى في الذهن، ويكون لموضوعاتها وجودان ذهنيان،
أحدهما: مناط الحكم وهو الوجود الظلي الذي به يتغاير الموضوع والمحمول.
وثانيهما: الوجود الأصلي الذي به اتحاد المحمول بالموضوع، وهو مناط الصدق والكذب الفارق بين الموجبة والسالبة.

## المنافية للوجود
من الذهنيات ما يكون محمولاتها منافية للوجود، نحو شريك الباري ممتنع، واجتماع النقيضين محال، والمجهول المطلق يمتنع عليه الحكم، والمعدوم المطلق مقابل للموجود المطلق.
فالمفهوم من كلام البعض أن في هذا القسم أيضا للموضوع وجودان أحدهما مناط الحكم والآخر مناط الصدق.
والتحقيق أن مناط الحكم هو تصورها بعنوان الموضوع ومناط الصدق هو الوجود الفرضي الذي باعتباره فرديتها للموضوع كأن قال: ما يتصور بعنوان شريك الباري ويفرض صدقه عليه ممتنع في نفس الأمر، وقس على ذلك.

وقيل إن هذه الذهنيات وإن كانت موجبة لا تقتضي إلا تصور الموضوع حال الحكم كما في السوالب من غير فرق، وفيه أنه يهدم المقدمة البديهية التي يبتني عليها كثير من المسائل من أن ثبوت شيء لشيء فرع لثبوت المثبت له إذ التخصيص لا يجري في القواعد العقلية.
وقيل إنها سوالب، وفيه أن الحكم فيها إنما هو بوقوع النسبة والإرجاع إلى السلب تعسف.

## المتقدمة على الوجود أو نفسه
من الذهنيات ما يكون محمولاتها متقدمة على الوجود أو نفس الوجود، نحو زيد ممكن أو واجب بالغير أو موجود، فلموضوعاتها وجود في الذهن حال الحكم كسائر القضايا، أو لكون الاتصاف بها ذهنيا انتزاعيا لا بد أن يكون لموضوعاتها وجود آخر في الذهن يكون مبدأ لانتزاع هذه الأمور ومناط صدق القضية واتحاد المحمولات معها.
ثم إذا توجه العقل إليها ولاحظها من حيث إنها موجودة بهذا الصدق انتزع عنها وجودا أو إمكانا ووجوبا آخر، وباعتبار الاتصاف بهذا الوجود تستدعي تقدم وجود يكون مصداقا لهذه الأحكام، وليست هذه الملاحظة لازمة للذهن دائما، فينقطع بحسب انقطاع الملاحظة.